# Барабаш (село)
Барабаш (рос. Барабаш) — село в Хасанському районі Приморський край, Росія. Адміністративний центр Барабашського сільського поселення, до якого входять села Занадворовка, Овчинниково, Кравцовка, Филипповка, залізнична станція Провалово та залізничний роз'їзд Барсовий.

## Географія
Барабаш розташований на річці Барабашівка, за 15 км від її гирла. До 1972 року назва річки була «Мангугай», що в перекладі з китайської означає «монгольське село».
Поблизу села знаходиться територія національного парку «Земля леопарда», режимний статус якого викликає невдоволення місцевого населення.

## Історія
Село Барабаш утворилося в 1884 році, коли на порожньому місці по лівому березі річки Великий Мангугай був поставлений VIII Східно-Сибірський стрілецький батальйон.
Село названо в честь Барабаша Якова Федоровича (1838—1910), генерала українського походження, від інфантерії, сенатора, який більшу частину своєї багаторічної служби провів на далекосхідній околиці Росії.

## Клімат
Село знаходиться в помірному кліматичному поясі. Зима досить сувора, погода стоїть сонячна малосніжна зрідка переривається потужними циклонами з боку Китаю, приносять рясні снігопади. Найтепліші місяці — липень, серпень. Середня температура повітря в цей час коливається від +20 °C до +25 °C. В цей час нерідкі тайфуни і циклони. Середня мінімальна температура повітря найхолоднішого місяця становить -13.5 °C.
Режим опадів в районі характерний для мусонного клімату. У теплу пору року (квітень-жовтень) випадає близько 80 % опадів і лише 20 % припадає на холодний період (листопад-березень). В середньому на території за рік випадає близько 826 мм. Найбільша кількість опадів випадає в серпні — до 174 мм, найменше їх кількість в січні і лютому 13-14 мм. Максимальна кількість опадів (193 мм), що випали за добу було зареєстровано в серпні 1986 року.
У холодний період року переважає вітер північно-західного напрямку з повторюваністю 54 % і середньою швидкістю 2.2 м/с. У теплий період року панують південно-східні і північно-західні вітри з повторюваністю 50 % і середньою швидкістю 1.5-1.8 м/с.
| Клімат Посьєта          | Клімат Посьєта | Клімат Посьєта | Клімат Посьєта | Клімат Посьєта | Клімат Посьєта | Клімат Посьєта | Клімат Посьєта | Клімат Посьєта | Клімат Посьєта | Клімат Посьєта | Клімат Посьєта | Клімат Посьєта | Клімат Посьєта |
| Показник                | Січ.           | Лют.           | Бер.           | Квіт.          | Трав.          | Черв.          | Лип.           | Серп.          | Вер.           | Жовт.          | Лист.          | Груд.          | Рік            |
| Абсолютний максимум, °C | 5,1            | 13,2           | 16,0           | 26,9           | 30,1           | 33,2           | 33,7           | 33,2           | 31,4           | 26,0           | 19,5           | 8,2            | 33,7           |
| Середній максимум, °C   | −4,9           | −0,7           | 5,0            | 12,0           | 15,7           | 20,2           | 22,5           | 25,8           | 22,3           | 15,6           | 5,1            | −3,3           | 11,3           |
| Середня температура, °C | −9,4           | −5,8           | 0,0            | 6,5            | 10,9           | 15,8           | 19,2           | 21,7           | 17,3           | 10,2           | 0,5            | −7,4           | 6,7            |
| Середній мінімум, °C    | −13,5          | −10,5          | −4,6           | 2,3            | 7,4            | 12,6           | 16,9           | 18,6           | 12,9           | 5,4            | −3,6           | −11,1          | 2,8            |
| ----------------------- | -------------- | -------------- | -------------- | -------------- | -------------- | -------------- | -------------- | -------------- | -------------- | -------------- | -------------- | -------------- | -------------- |
| Джерело: «TuTiempo.net» |                |                |                |                |                |                |                |                |                |                |                |                |                |

## Населення
Населення, станом на 2010 рік — 5691 осіб.
Динаміка населення Ізосімовського сільського поселення:
| 1897 | 1939  | 2002  | 2005  | 2006  | 2010  |  |
| ---- | ----- | ----- | ----- | ----- | ----- |  |
| 1684 | ↗3161 | ↗3691 | ↗3915 | ↘3876 | ↗5691 |  |

## Інфраструктура
На території села розташована метеостанція, діють дві середні школи, дитячий садок «Буратіно», дільнична лікарня, аптека, будинок офіцерів, сільський будинок культури.

## Транспорт
Через село проходить автомобільна траса А 189 Роздольне — Хасан. Відстань до райцентру, селища Слов'янка, по дорозі становить 48 км, до Владивостоку — 128 км. Найближча залізнична станція Приморська розташована в 14 км на схід, у селищі Приморський. Існує два автошляхи місцевого значення. Барабаш — Овчинникова та Барабаш — Приморський.

## Відомі люди
- Віктор Суворов (Володимир Богданович Різун) (нар. 1947, Барабаш) — радянський розвідник-утікач, капітан Головного розвідувального управління Генерального штабу Збройних сил Радянського Союзу; історик, дослідник та письменник в жанрі історико-документального та художньо-історичного роману.